# Gordon Buehrig
Gordon Miller Buehrig (18. června 1904 Mason City ve státě Illinois, Spojené státy americké – 22. ledna 1990, Grosse Pointe Woods ve státě Michigan, Spojené státy americké) byl americký automobilový designér. Mezi jeho nejznámější díla patří design automobilu Auburn Speedster nebo Cord 810/812 z roku 1935 (viz obrázek v infoboxu). Vynalezl nový typ odnímatelné střechy T-top, kterou kromě Fordu využila řada dalších amerických, britských a japonských automobilek. V roce 1999 byl vybrán mezi 25 nejvlivnějších automobilových designérů 20. století.

## Život a kariéra

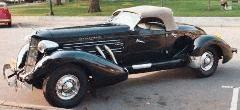
1935 Auburn Speedster

Gordon Miller Buehrig se narodil 18. června 1904 v malém městečku Mason City ve státě Illinois v rodině bankéře. Navštěvoval soukromou Bradley University ve městě Peoria ve státě Illinois, ale studium nedokončil. Po opuštění Bradleyho univerzity začal v roce 1924 pracovat jako karosářský učeň ve městě Wayne ve státě Michigan.

### První designerské návrhy
Měl zkušenosti s konstrukcí vozů Packard, General Motors a Stutz. V roce 1929 byl zodpovědný za návrh karoserie (postavené firmou Weymann) vozů Stutz Black Hawks, které se zúčastnily závodu v Le Mans. Ve svých 25 letech se stal hlavním designérem karoserie pro firmu Duesenberg, kde navrhl model J. V roce 1934 nastoupil do firmy Auburn Automobile Company v Auburnu ve státě Indiana, kde vyrobili slavný model 851 Boattail Speedster z roku 1935, který vznikl na základě práce Alana Leamyho. Kopii tohoto vozu řídila titulní postava v seriálu NBC „Remington Steele“ z let 1982–1987, kterou hrál Pierce Brosnan. 

### Cord 810/812
Navrhl také vozy Cord 810/812. Model 810/812 je pravděpodobně nejznámějším výrobkem automobilky Cord. Předchozí model Cord L-29 byl prvním reálně prodávaným americkým automobilem s pohonem předním kol a tuto tehdy stále ještě neobvyklou koncepci pohonu převzal i model Cord 810. Díky tomu mohl být model 810 tak nízký, že nebylo zapotřebí nástupních prahů. Kromě dalších inovativních prvků měl model Cord 810 čtyřrychlostní elektricky ovládanou poloautomatickou převodovku.
Vůz Cord 810 způsobil v listopadu 1935 senzaci na autosalónu New York Auto Show. Na této výstavě bylo dohodnuto mnoho objednávek, firma však nezvládala včas vyrobit objednané vozy a tak automobil nebyl komerčně úspěšný. Mírně upravený model Cord 812 z roku 1937 byl mnoho let po ukončení výroby (v roce 1951) pro svou originalitu oceněn Muzeem moderního umění v New Yorku. 
Design karosérie Cord 812 v upravené podobě byl znovu využit v roce 1940 a to hned pro dva automobily. Neprosperující společnost Hupp Motor Co. (vyrábějící vozy pod značkou Hupmobile) získala práva a výrobní matrice na karoserii Cord 812 od mezitím zaniklé automobilky Cord, ale neměla dostatek financí na vlastní výrobu vozu. Do potíží se dostala také automobilka Graham-Paige a tak souhlasila s tím, že bude pro druhou automobilku vyrábět vozy Hupmobile Skylark a současně získala práva k výrobě vlastního podobného vozu, který dostal jméno Graham Hollywood.
Úpravy původního návrhu Gordona Buehriga provedl John Tjaarda (narozený v Nizozemsku a známý hlavně návrhem úspěšného luxusního modelu Lincoln-Zephyr, který se vyráběl od roku 1936). Některé změny designu i konstrukce si vyžádala odlišná koncepce pohonu. Zatímco Cord 812 měl pohon předních kol, Hupmobile Skylark i Graham Hollywood použily tehdy převažující tzv. klasickou koncepci (pohon zadních kol). Delší kapota modelu Cord proto nebyla potřeba, naopak si vyžádalo úpravu podlahy pro umístění hnacího hřídele. Graham také zvolil pro model Graham Hollywood výhradně karosérii typu čtyřdveřový sedan, protože chtěl, aby Graham Hollywood byl populárním, masově prodávaným vozem.
Model Cord byl také první, které měl výklopné světlomety, naproti tomu oba vozy z roku 1940 používaly konvenční světlomety umístěné mezi blatníky a chladičem. Další úpravy zejména přední části karosérie (jako jiný „nos“ a žebrování) již byly čistě designové. Oba souběžně vyráběné modely používaly také odlišné šestiválcové motory různé konstrukce. Hupmobile Skylark byl poháněn motorem Hupp Motor Co. o objemu 4010 cm³. Graham Hollywood nabízel dvě verze motorizace, obě vyráběné společností Graham-Paige. Standardně měl atmosférický motor o objemu 3570 cm³ a volitelně přeplňovanou verzí, která byla charakteristická i pro dřívější modely firmy Graham-Paige. 

### Studebaker
Na konci druhé světové války Gordon Buehrig spolupracoval s automobilkou Studebaker a jeho konstrukční nápady vedly ke vzniku modelů z roku 1947. Automobilka Studebaker během druhé světové války velmi zbohatla masovou výrobou pro vojenské účely: vyrobila 260 000 nákladních vozidel Studebaker US6, dále vyráběla obojživelné transportéry a také pásová vozidla M29 Weasel. To ale způsobilo zpoždění ve výrobě osobních automobilů. Zatímco jiné americké automobilky obnovily výrobu osobních automobilů hned v roce 1945, Studebaker musel pokračovat ve výrobě vojenských vozidel a produkce osobních automobilů naplno začala až právě v roce 1947.

### Ford (1949–1965)

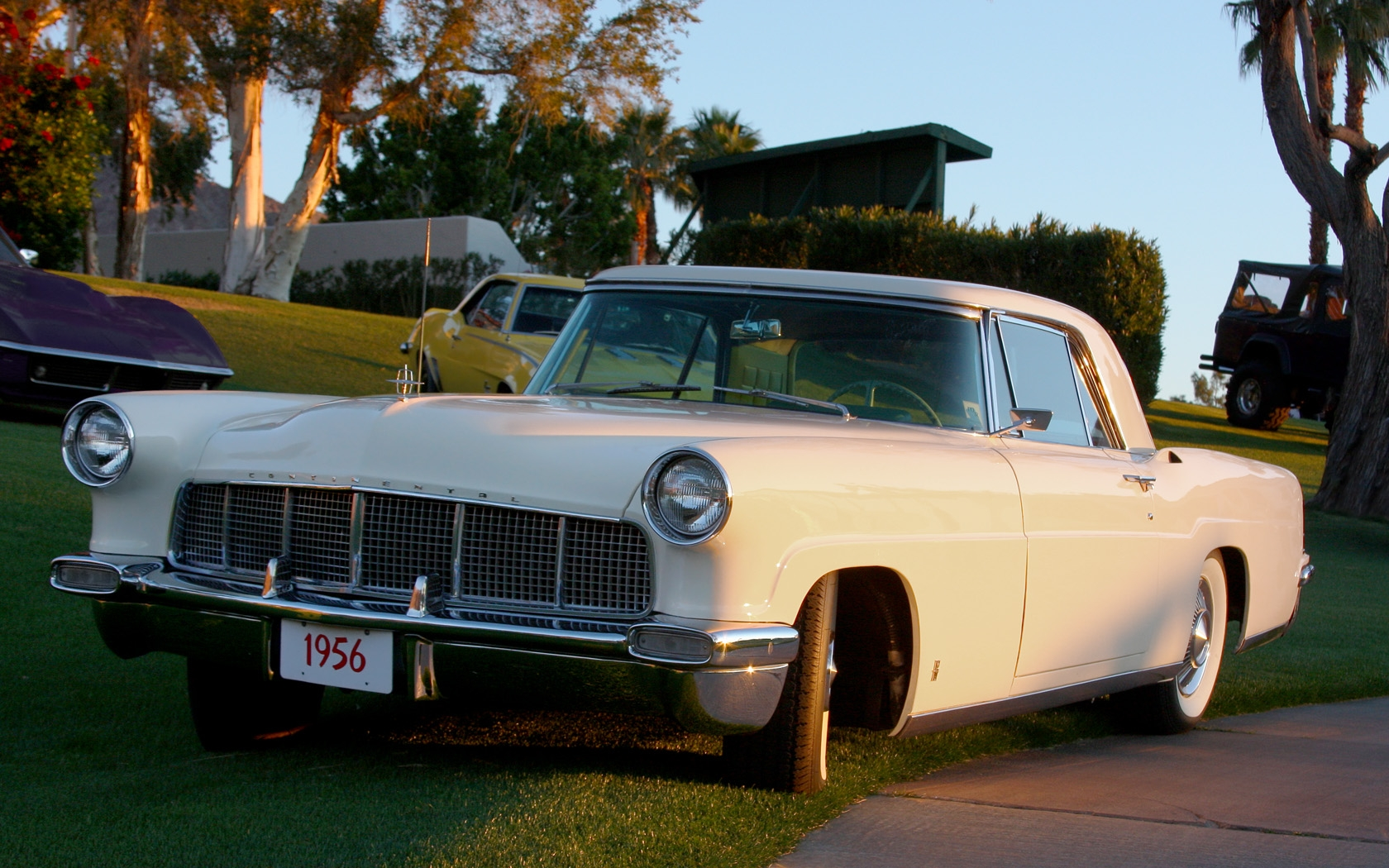
1956 Continental Mark II

V roce 1949 nastoupil Gordon Buehrig do automobilky Ford, kde působil až do roku 1965. Jako designér se mimo jiné podílel na projektech vozů Victoria Coupe z roku 1951, kombi z roku 1952 a Continental Mark II z roku 1956 (ultra luxusní kupé prodávané divizí Continental automobilky Ford). Vynalezl nový typ odnímatelné střechy T-top (ve Spojeném království je nazývána T-bar), kterou si nechal patentovat 5. června 1951. Poprvé byla použita v prototypu sportovního vozu Tasco, později ji využila řada vozů různých automobilek. 
Ford tuto střechu využil zejména ve voze Ford Mustang (druhá a třetí generace), dále např. Ford Thunderbird (sedmá generace). Z jiným automobilek střecha T-top významně přispěla k popularitě třetí generace vozu Chevrolet Corvette (Chevrolet Corvette C3), která se vyráběla od roku 1967 až do roku 1982. Chevrolet ji využil ještě ve vozech Chevrolet Camaro (v letech 1978–2002) a ve dvoudveřovém kupé Chevrolet Monte Carlo. Dále byla využita v několika modelech Dodge nebo Pontiac včetně Pontiac Firebird Trans Am, jehož upravená verze byla využita pro vůz budoucnosti KITT při natáčení seriálu Knight Rider. 
Střechu T-top využily i jiné než americké automobilky, např. britský Rover pro dvoudveřové Rover 200 Coupé a hned několik japonských automobilek. Nissan v modelech Nissan NX, Nissan 300ZX a Nissan EXA, Suzuki pro dvoudvéřový model Suzuki X-90, Subaru pro modely Subaru BRAT a Subaru Vivio a Toyota pro model Toyota MR2 (AW11/SW20/SW21/SW22).

### Art Center College of Design
Po odchodu od Fordu v roce 1965 Gordon Buehrig v letech 1965–1970 vyučoval na soukromé univerzitě Art Center College of Design v Pasadeně, Kalifornia. V roce 1979 vytvořil svůj poslední návrh vozu typu kupé, které se vyrábělo v omezené sérii. V posledních pěti letech svého profesního působení byl konzultantem pro společnost Franklin Mint. Tato původně soukromá mincovna se mimo jiné zabývá výrobou a prodejem modelů aut, motocyklů, jiných vozidel a také letadel. Gordon Buehrig pomáhal dohlížet na vývoj jejich modelů aut.

## Osobní život a úmrtí
Gordon Buehrig se 23. prosince 1934 oženil s Elizabeth „Betty“ Whittenovou. Měli spolu jednu dceru Barbaru. Jeho žena zemřela 28. srpna 1970. Později se oženil s Kathryn „Kay“ Lundellovou a měl také dvě nevlastní dcery: Carol a Joanne.
Gordon Buehrig zemřel ve svém domě v Grosse Pointe Woods ve státě  Michiganu 22. ledna 1990 ve věku 85 let, jeho zpopelněné ostatky jsou pohřbeny na hřbitově Roselawn v Auburnu.

## Ocenění a odkaz
Gordon Buehrig byl poctěn klubem umělců Scarab v Detroitu výstavou svých prací a požádán, aby se podepsal na trám v banketním sále. Během této akce prozradil, že jedním z jeho nejoblíbenějších vozidel je Duesenberg 20 Grand, který byl vyvinut pro Světovou výstavu v Chicagu v roce 1933 spolu s dalšími třemi vozidly. Gordon Buehrig studoval Le Corbusierovu knihu „Toward an Architecture“ a jejími myšlenkami byl hluboce inspirován. Práce Gordona Buehriga vedla také k rozšíření vozů s pohonem předních kol.
V roce 1981 ho Společnost automobilových historiků (Society of Automotive Historians) zařadila na seznam 30 nejvýznamnějších osobností, které ovlivnily historii automobilového průmyslu. V říjnu 1989 byl uveden do Automobilové síně slávy (Automotive Hall of Fame). Jeho design vozu Twenty Grand Duesenberg byl vybrán na výstavu v německém Essenu jako jeden z „deseti nejkrásnějších automobilů světa“ a v roce 1980 získal ocenění Best of Show na Pebble Beach Concours d'Elegance, která je považována za nejprestižnější přehlídku automobilů na světě.
Byl jedním z 25 kandidátů na cenu Car Designer of the Century, mezinárodní ocenění vyhlášené v roce 1999 na počest nejvlivnějšího automobilového designéra 20. století. Na proces volby dohlížela „Global Automotive Elections Foundation“. Vítězem se nakonec stal Ital Giorgetto Giugiaro, který byl vyhlášen na slavnostním galavečeru 18. prosince 1999 v Las Vegas. Ale již nominace mezi 25 kandidátů je považována za mimořádně významné ocenění.